# Germaine Ahidjo
Germaine Ahidjo Habiba, née le 11 février 1930[réf. nécessaire] à Mokolo et morte le 20 avril 2021 à Dakar, est l'épouse du premier président de la république du Cameroun, Ahmadou Ahidjo. Elle est ainsi la Première dame du Cameroun de 1960 jusqu'en 1982.

## Biographie

### Enfance
Germaine Habiba Ahidjo est née à Mokolo en 1930 de Hawa épouse de Yaya Boubawa, un infirmier de l'hôpital de Mokolo qui devint son père adoptif. 

### Etudes
En 1942, elle obtient son certificat d'études à Yaoundé. Elle intègre par la suite la Cité des Métis de Douala, aujourd'hui lycée de New-Bell.
En 1947, par le biais de Louis-Paul Aujoulat, l'assemblée territoriale lui octroie une bourse d'études pour la France où elle décroche un diplôme d'infirmière hospitalière d’État en 1952 et se spécialise en maladies tropicales à l'Institut Pasteur en 1953. 

### Premier mariage
Elle épouse un Libanais du nom de Touffic, avec qui elle a un garçon, Daniel Boubakari, qui s'établit à Bafoussam. Elle divorce avant de revenir au Cameroun. 

### Rencontre avec Ahidjo
Elle connaît depuis 1955 Ahmadou Ahidjo. Les deux jeunes gens ont une passion pour la lecture ; au départ ils échangent des romans. Ils se marient le 17 août 1957 ; c'est sa seconde épouse. Elle est alors infirmière spécialiste en maladies tropicales.
Elle a avec lui trois filles : Babette, Aissatou et Aminatou. Elle a aussi un fils, Daniel Toufick, né avant son mariage avec le président Ahidjo. Mohamadou Badjika Ahidjo, aujourd'hui député et ambassadeur itinérant, est le fils d'Ahidjo avec sa première épouse, Ada Garoua.

### Exil
Après la démission de son mari en 1982 puis sa condamnation à mort par contumace à la suite de son implication supposée dans le coup d'État manqué de 1984, elle ne peut retourner au pays avec lui et s'installe à Dakar (Sénégal). Son mari est mort le 30 novembre 1989 ; elle milite depuis pour sa réhabilitation officielle et notamment, le rapatriement de ses cendres au Cameroun, jusqu'à sa mort le 20 avril 2021,. Elle est inhumée près de lui.
Réservée et intelligente, elle a mis son éducation, ses conseils et sa finesse au service de l'homme politique qu'était son mari.